# Жид
Жид (з італ. giudeo, з лат. judaeus — від гебр. імені Юда, що означає «славетний», «хвалений»; заст. жидови́н — від староцерк.-слов. жидовинъ) — застаріла та діалектна назва євреїв в українській мові. Традиційний слов'янський етнонім для позначення євреїв. Загальновживаним і політично коректним вважається етнонім «єврей».
Вживання цього етноніма в радянський час стало вважатися образливимо, головним чином через тривалий вплив російської мови і перебування України у складі Російської імперії та СРСР. У регіонах України, які були під меншим упливом російської мови через тривале перебування у складі Речі Посполитої, Австро-Угорської імперії, Польської Республіки (1918—1939) та інших країн, збереглося традиційне українське необразливе використання цього етноніма для означення євреїв. Вживалося також у творах класиків української літератури та народних прислів'ях.
Термін «жид» також вживається у працях істориків, зокрема російських, коли термін «єврей» є анахронізмом.
Етнонім жид в українській мові, українській культурі та українській історії іноді також вживається щодо кримчаків та караїмів.

## Походження
Згідно з дослідженнями учених, слово «жид» прийшло на територію Київської Русі ще в дописемний період (перші писемні згадки слова Остромирове Євангеліє (1056—1057): жидовинъ, Галицьке Євангеліє (1114): жидомъ). Слово пішло від латинського «judaeus», яке своєю чергою походить від гебрейського відповідника «юда», що мало загальне значення «славетний» чи «хвалений». Староєврейською «Yehudi» (звідси — Юдея) в грецькій вимові звучало «Judaios» (жид), звідси походить латинська версія лат. Judaeus. Початкове j у латинській версії в деяких давніх романських діалектах вимовляли як ж — наприклад на території Галії (нинішня Франція) почали вимовляти як фр. juif (жюїф), а на території давньої Британії — як англ. Jew (Джю). Вплив цієї старої старороманської вимови поширився й на слов'янські землі.
З часів Київської Русі відомі Жидівські ворота, ділянка Києва «Жидове» тощо.
У Остромировому Євангелії, Галицько-Волинському та Київському літописах вживається тільки слово «жид», без жодних конотацій. У церковних книгах XV століття поряд зі словом жид вживалося слово єврей, що було запозичене з російської мови, куди потрапив через церковнослов'янську із середньогрецької у формі гебре́й (від староєврейського ibrt — той хто прийшов до Палестини з «тієї сторони»), але в світській мові з давніх-давен прийнялося тільки слово жид, слово ж єврей уживалося виключно в церковному середовищі. Тільки у «Житіє Феодосія Печерського» слово «жид» має негативну конотацію.
Перехід давнього запозичення «жидъ» до зневажливого відбувалося в російській мові під впливом декількох факторів. Зокрема, згідно з однією з теорій, негативне забарвлення для євреїв це слово набуло після того, як Російська православна церква  під кінець 15-го століття проголосила  єретиків «жидовствующими». Через те, що вірні юдаїзму були в приниженні, слово «жид» набуло зневажливого забарвлення. Слово «єврей» залишалося нормативним, оскільки пішло від мови святого письма «гебрей».
Починаючи з середини XIX століття, часів царювання Олександра ІІ, російська прогресивна преса перестала вживати світське слово жид на перевагу церковному єврей. Слово жид стало табу і його перестали вживати на підставі нібито «лайливості». Відтак в світському сенсі слово єврей є російським словом, в українській мові в світському вжитку такого слова ніколи не було.

## Історія вживання

### Вживання в підпольській, підавстрійській Україні

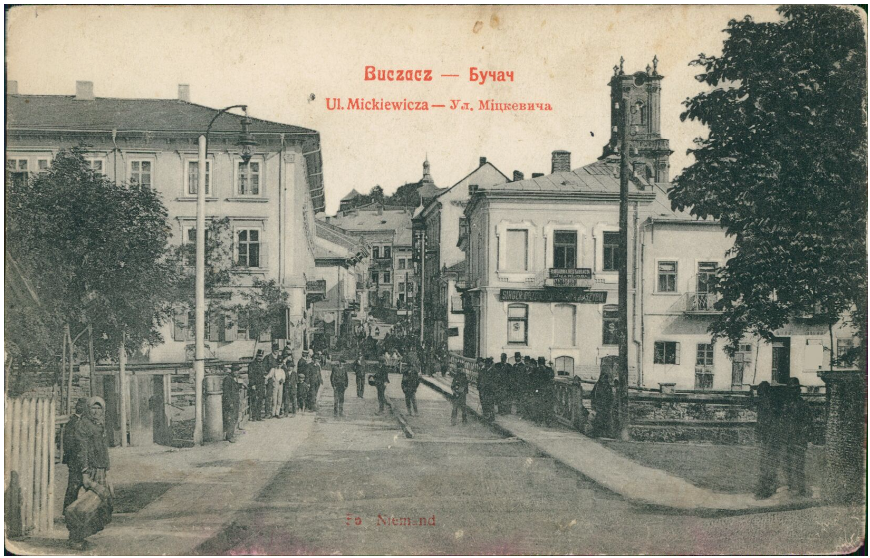
Бучач до першої світової

Галичина тривалий час перебувала у складі Королівства Польського (або Корони), з 1772 року — Монархії Габсбургів (з 1804 року Австрійської імперії, з 1867 — Австро-Угорської). Значною мірою через літературні норми польської (пол. Żyd) та німецької (нім. Jude) мов українці Галичини традиційно називали представників етносу словом «жиди» (це слово використовували й самі прихильниками юдаїзму, хоча за переписом 1900 року тільки 5 % євреїв назвали рідною українську мову). Слово, як нейтральне та нормативне, зафіксоване у працях українських письменників-класиків — Пантелеймона Куліша, Івана Франка, Лесі Українки, Василя Стефаника, Михайла Коцюбинського, Панаса Мирного, Степана Руданського та інших.
1907 року був створений «Українсько-жидівський виборчий блок», для участі у виборах до Австрійського парламенту від Східної Галичини. Тоді були обраними сіоністи Генрик Ґабль, Артур Малєр та Адольф Штанд.
Під час визвольних змагань 1919 року в Тернополі сформовано «Жидівський курінь» — самостійний оперативний військовий підрозділ 1-го корпусу Української Галицької Армії, який складався переважно з євреїв. Багато євреїв воювали в Дієвій Армії УНР та УГА. Так про поручника 3-ї Залізної стрілецької дивізії Армії УНР Генрика Дубельського, уродженця Дрогобича, Іван Зубенко, сотник в Армії УНР, писав — «Жид, але душею й серцем почував себе українцем... Своєю смертю він доказав, що і жидівський народ здатний до самопожертви на користь Батьківщини...» . До відомих євреїв, борців за Незалежність України, належали — учасник II Всеукраїнського військового з'їзду і Лицар залізного хреста підполковник Борис Хословський та сотник Семен Якерсон, про яких згадував український журналіст Антін Коршнівський
Слово вживалось:
- у періодичних виданнях:

«Діло»
|  | На етнографічнім терені Галичини не було ніколи масових антижидівських погромів і не було теж ніколи української зорганізованої виразно протижидівської стихії. Були справді в деяких місцевостях спорадичні випадки протижидівських виступів поодиноких одиниць, найчастіше у формі биття шиб… |

«Новий час» 
|  | Ні, такими методами з жидами ми — українці, боротися не можемо. Такі методи боротьби дуже двосічний меч. Свідоме цього українське зорганізоване громадянство, свідоме цього українське селянство… |

- у народній творчості, зокрема, у батярських піснях (пісня «То було так давно», виконавець Віктор Морозов).[43]

У Галичині 1920—1930-х років, анексованій Польщею, під час розгляду судового позову ізраеліта у випадку вживання щодо нього слова «єврей» замість «жид», які задовільнив суд, позивач заявив: 
|  | Я є польський жид, а не радянський єврей. |

28 грудня 1938 року прем'єр-міністр Карпатської України Августин Волошин, після зустрічі з делегацією єврейських релігійних громад та сіоністських організацій, висловився за створення жидівської центральної канцелярії Карпатської України. Зокрема він сказав: «Погоджуюся з думкою заснування жидівської центральної канцелярії, яка могла б бути зв'язком між владою та жидівським населенням».
Микита Хрущов 1940 року приїхав до нещодавно включеного в УРСР Львова, і у своїх спогадах описав один епізод:
|  | «А коли ми зібралися на мітинг у Львівському оперному театрі, то запросили туди й українців, і поляків, і євреїв, в основному робітників, хоча прийшла й інтелігенція. Виступали там серед інших і євреї, і нам дивно було чути, коли вони говорили: «Ми жиди і від імені жидів заявляємо» і таке інше… І потім в кулуарах я питав: «Чому ви так говорите про євреїв? Ви вимовляєте «жиди», адже це образливо! Мені відповідали «А у нас вважається образливим, коли нас називають євреями». |

У сучасному Львові працює заклад «Галицька жидівська кнайпа „Під Золотою Розою“».

### Вживання у підросійській Україні
З давнини і до кінця XVIII століття слово «жид» було єдиним, яке вживалося як у мові, так і в офіційних документах. Так, відома т. зв. єресь «жидівствуючих» (Новгород, біля 1470).

У Рішительних пунктах (1728) частина пункту 14 присвячена жидам: 
… а Жидамъ в Малую Россію на ярманки для купеческаго промыслу въѣзжать позволяется; только продавать им свои товары обтомъ, а въ рознь, на локти и фунты не продавать, а на вырученныя изъ товаровъ деньги покупать товары жъ, а денегъ, золота и серебра, из Малой Россіи за границу отнюдь не вывозить и чтобъ оные Жиды в Малую Россію копѣек и другой монеты подъ Россійскимъ гербом не ввозили, и того накрѣпко смотрѣть приказать, а жить Жидамъ в Малой Россіи, и чтобъ никто ихъ не принималъ, запрещается, и имѣетъ то быть по силѣ указа прошлаго 1727 году.
Починаючи з 1787 року Катерина ІІ на прохання шкловських юдеїв, яке від їхнього імені подав рабин Іошуа Цейтлін, довірена особа князя Потемкіна, заборонила вживати слово «жид» в офіційних документах Російської Імперії. Однак слово продовжувало вживатись в побуті та в літературі, оскільки інший біблійний відповідник «єврей» (чи гебрей) були занадто книжними і маловідомими широкому загалу.
Наприклад, Григорій Квітка-Основ'яненко в першій частині сатиричного роману «Пан Халявський» (1839) вкладає в уста головного героя — поміщика Трушка Халявського — такий текст:
|  | «…драли пташині гнізда, а надто гороб'ячі. Пуцьверінкам їхнім тут же одкручували голівки, а старим пташкам, коли зловлювали, не було пощади. Нас так і напучували: матінка не один раз нам поясняли, що горобець межи птаством — те ж саме, що й жид межи людьми, і тому щадити їх не випадає. Матінка, дарма що неписьменні були, та мали прегарну пам'ять: уже в літах бувши, вони не забували історій, чутих змалку. »Оригінальний текст (рос. дореф.) [«…разоряли птичьи гнезда, а особливо воробьиные. Птенцам их тут же откручивали головки, и старым, когда излавливали, не было пощады. Нас так и наставляли: маменька не один раз нам изъясняли, что воробей между птицами — то же, что жид между людьми, и потому щадить их не должно. Маменька, хотя и неграмотные были, но имели отличную память: и в старости не забывали историй, слыханных ими в детстве.»] Помилка: {{Lang}}: невпізнаний код мови: ru-dor (допомога) |

Внаслідок зростання єврейської самосвідомості та різко негативного забарвлення цього слова в російській мові, питання щодо вжитку в українській мові переросло в суспільно-політичну полеміку. В 1861 р. член Харківсько-Київського таємного товариства, студент єврейського походження В. Португалов звернувся до редакції санктпетербурзького українського журналу «Основа» з закликом припинити вживати слово «жид», яке євреї України вважали образливим. Ця пропозиція не знайшла підтримки серед українських інтелектуалів того часу (в статті-відповіді стверджується, що назва «жид» прийшла з Польщі), котрі посилалися на необразливе вживання в історичних пам'ятках, фольклорі, а також в українській літературі того часу. У деяких виданнях вживання слова «жид» пояснювалося як своєрідний протест проти русифікації. Звідси виникало небажання вживати слово «єврей» як непритаманного українській мові запозичення з російської. Деякі письменники, такі, як Михайло Драгоманов, Павло Грабовський, Михайло Коцюбинський, Леся Українка, Сергій Єфремов почали добровільно відмовлятися від етноніму «жид» на користь нейтрального «єврей».
Підтримку зміни етноніму також висловив Михайло Грушевський, зазначивши, що українці, котрі намагалися позбутися назви «русин» чи «малорос» і називатися «українцями» мали б розуміти почуття своїх єврейських співгромадян. Зі здобуттям незалежності України у 1917 р. і формуванням Центральної Ради, слово «єврей» набуло офіційного визнання, зокрема при формуванні Міністерства Єврейських Справ. При Академії наук Жидівська історико-археографічна комісія.
Після приходу більшовиків упродовж 1920—1930 рр. відбулася широка компанія боротьби з антисемітизмом, в межах якої вживання слова жид було повністю заборонене. Після цього в усіх виданих у Радянському Союзі словниках української мови слово «жид» було оголошене застарілим. У правописному словнику Григорія Голоскевича (1929) слово «єврей» подається як нормативне, без варіанта «жид». Євген Тимченко в «Історичному словнику» (1932) зауважує, що «назва набула образливого значення». Ця зміна була зумовлена зокрема впливом певної частини української інтелігенції 19-го сторіччя (Куліш та ін.), та значною чисельністю російських євреїв серед політичних, військових і наукових лідерів, що мали вплив на українську традицію, свідомість і науку під час УРСР. У Західну Україну ці зміни проникли два десятки років пізніше, але не зачепили словники та літературу, видані українською діаспорою. Тому слово «жид» у діаспорі та на Західній Україні у первинному значенні залишилося й по сьогодні, що обумовлено його історично нейтральним уживанням там.
На думку ізраїльського професора Соломона Ґольдельмана, вживання в українській мові етноніма єврей на противагу синоніму жид є ознакою святенництва та боягузства, оскільки його вживання є в українській мові природним і не має зневажливого характеру, як у мові російській.
Др. Петро Мірчук вважає, що в російській мові прийнято назву «євреї», а назві «жид» надано значення національної образи й зневаги. Такий підхід накинули росіяни в окупованій Україні українській мові. Але він вважає такий підхід неправильним, адже назва «єврей» московська. В українській мові, як і в інших слов'янських мовах, від найдавніших часів вживається назва «жид», яку принесли в слов'янські краї з Франції й Німеччини самі жиди. Тому, на його думку, москалізм «єврей» засмічує українську мову.
Микола Рябчук стверджує, що слово «жид» в українській мові (як і в польській, словацькій, чеській) споконвіку вживалося як єдине й цілком нейтральне означення згаданого народу. Росіяни, в яких антисемітизм споконвіку був складовою частиною державної ідеології, мусили створити нейтральне слово «єврей» на противагу лайливому (в їхній мові, але не в нашій) слову «жид». Після окупації України більшовиками ця ганебна дихотомія («євреї» — «жиди») була силоміць впроваджена і в українську мову.

### На Волині
У 1580—1764 роках на Волині та Червоній Русі діяв відомий Сейм Жидівський.
У Луцьку один з історичних районів старого міста, де проживали юдеї, називався (-ється) Жидівщина.

### Вживання в окупованій нацистами Україні
Вживалося багатьма часописами, як галицькими, так і на теренах, контрольованих більшовиками ще з 1920-х років. Серед часописів можна назвати, зокрема: «Нове Запоріжжя», «Дніпропетровська газета», «Нове життя» (Старокостянтинів), «Голос Дніпра», «Українське життя», «Українське слово» (Київ), «Українське слово» (Станиславів) тощо, «Дзвін» (Кривий Ріг).
Одна із заміток у часописі «Львівські вісті» з травня 1944 називалася «Сталін та жиди».

## Сучасне використання слова
В Україні слово «жид» залишається вживаним в українськомовному середовищі, що пояснюється народними традиціями релігійного вживання (колядки, вертеп та ін.) та вживанням у літературі, однак в офіційній мові його уникають, оскільки воно вважається ненормативним і неприйнятним унаслідок російського впливу на менталітет українців. Представники єврейської національності та частина громадян України вважають слово «жид» образливим через уживання цього слова чорними сотнями під час «єврейських погромів» у Російській імперії, через що, відповідно, уявлення юдейської кабалістики про зміну долі через зміну імені (назви) — часто обстоюється заміна вживання «жид» на «єврей» на теренах колишньої Російській імперії.
Слід відзначити, що слово «жид» має виразно образливий відтінок у російськомовних громадян України. Тому вживання слова «жид» часто тягне за собою звинувачення оратора в антисемітизмі. Без негативного забарвлення слова, що мають аналогічне походження, зараз уживаються в польській мові — «Żydzi», словацькій — «Židia», чеській — «Židé», німецькій — «Jude», болгарській — «Жид», хорватській — «Židovi», словенській — «Žídi», «Žídje», «Júdje», боснійській — «Židovi» поряд з «Jevreji», литовській — «Žydas», угорській — «Zsidók», італійській — «giudeo», латині — «judaeus», з негативним у румунській — («Jidani»).
Зі здобуттям Україною незалежності неодноразово відбувалися спроби (особливо в західній частині країни) відновити офіційне вживання слова «жид» як рівнозначного синоніма «єврей».
Доктор філологічних наук Олександр Пономарів уважає, що в українській мові слово «жид» завжди було нейтральним і не мало антисемітського характеру. Негативного забарвлення слово «жид» набуло через те, що воно має негативне значення у російській мові. Через заперечення євреїв, він радить не вживати це слово, хоча формальних підстав для цього немає.
1995 року Єврейська рада України виступила із заявою стосовно спроб відновити вживання етноніму «жид» в сучасному українському суспільстві:
| Ніякі умови реаніматорів не змусять нас сприйняти слово «жид» як нашу самоназву, також як українці не хочуть знов стати «хохлами» чи «малоросами», росіяни — «москалями», а поляки — «ляхами». Невже для того Україна стала незалежною, щоб в ній під виглядом повернення до історії ображали цілий народ — євреїв — громадян України? Ми, діти України, працюємо на розбудову нашої Батьківщини, робимо свій внесок в її обороноздатність, науку, культуру, мистецтво і ми не хочемо відчувати себе чужинцями на землі, де багато поколінь нашого народу жили з іншими народами багато століть. Доля України — це і наша доля, доля українців єврейського походження, і ми вимагаємо до себе поваги. Ми не жиди, ми — євреї. |
Проти вжитку слова жид, яке вжив у своїй репліці у соціальній мережі Facebook депутат Верховної ради України Ігор Мірошниченко, у грудні 2012 року виступила також і Незалежна рада єврейських жінок України, зазначивши, що євреї сучасної України вважають його образливим:

| В Україні споконвіку проживає національна меншина — євреї. Чоловіки — євреї, жінки — єврейки. Національності «жиди» і «жидівки» в Україні немає. Також як і національності «хохли» й «хохлушки». Те, що припустимо для маргіналів, неприпустимо для парламентарів. Слово «жидівка» з Ваших вуст звучить як антисемітська образа. А промовлене державним службовцям, воно є вираженням антисемітизму на державному рівні. |
У грудні 2011 року Український католицький університет закликав відмовитися від образу «жида» у традиційному українському вертепі:
| Ми не можемо заперечити той історичний факт, що образ «жида» був традиційним для українських різдвяних вертепів. Мало того, цю роль — поряд з іншими негативними ролями, як-от Ірода чи Смерті — сприймали ентузіастично, у них вкладали багато душі й гумору. Так народ у бароковому стилі представляв дихотомію добра і зла. Можна лише вітати прагнення багатьох із вас берегти культурні традиції та звичаї. Але варто також замислитись, чому це прагнення таке вибіркове. |
Згідно з аналізом, проведеним Міністерством юстиції України, не виявлено норм, якими б заборонялось уживання термінів «жиди», «жид» та «жидівка». Проте, в актах законодавства України вживаються терміни «єврейський», «особи єврейської національності», «євреї».
Помічник головного рабина Києва Моше Асмана Давид Мільман позитивно висловився у коментарі Цензор. НЕТ з приводу заяви Міністерства юстиції про слова «жид» і «жидівка», а також про те, що їх вживання не перечить українському законодавству:.
| Мені особисто, як людині, не як духовному лідерові, слово «жид» подобається. Для України, так само як і для Польщі, — це слово традиційне. До революції взагалі не було іншого визначення. Важливо, що вкладає в це слово людина, яка його виголошує. І це не можна врегулювати ніяким законодавством. Погодьтеся, слово «кохана» теж можна вимовити так, що жінка зрозуміє, що її ненавидять. |
Давид Мільман також додав:

| Я знаю людей, цілком шанованих, які від подібних слів приходять в лють і впадають в легкий неадекват. Я, як приватна особа, готовий дозволити називати мене «жидом» і обіцяю, що нікого я за це не буду бити по обличчю. |
Український історик Сергій Білокінь у Передньому слові до перевидання Української малої енциклопедії зазначає: 
| Ті, хто вимагає відмовитися від слів «жид», «жидівський», виступають проти самої української культури, адже ці слова є у Грінченковому словнику української мови, у «Приказках і прислів'ях» Матвія Номиса і в Шевченка. Перше видання — український мовний камертон, зразковий корпус української лексики, вершина української лексикографії. Друге — пам'ятка пареміографії, що виявляє світогляд українського селянства ХІХ ст., коли — до большевиків — органічна традиція втілювалась щонайповніше. Нарешті, Шевченків «Кобзар» — найважливіша, сакральна, найгеніальніша книжка української нації. У «Кобзарі» слова «єврей» немає жодного разу. В абсолютно нейтральному контексті вживає слово «жид» і Онацький. Заборонила його совєцька цензура циркуляром від 18 грудня 1929 року, готуючись до процесу «Спілки визволення України». |
Головний рабин Заходу України Мойше Лейб Колесник уважає, що «жид» — фольклорна форма, яку не варто використовувати офіційно, оскільки це може сприйматися як образа, але можна — у приватному житті, що він сам робить у розмовах, наприклад, з представниками старшого покоління Галичини.

#### Діаспора
Термін «жид» довгий час вживався у повоєнних виданнях україномовної діаспори, зокрема у часописі «Ми і світ», але поступово почав виходити з вжитку після притоку пострадянської хвилі міграції, де слово вважалося за однозначно образливе. 
Також слово досі (початок 21 ст.) вважається нейтральним і вживається в лемківських діалектах у Польщі (які частина лемківських активістів вважає за окрему «лемківську мову»), через те, що термін «жид» також є нейтральним в польській мові.
- Но, што мі тепер з тобом робити - гварит Жыд. - Пуст мя - як з мене тото проклятя зыйде, то я ти вынадгороджу. (Теодор Кузяк. Ружана ци Томко)

### У власних назвах
Етнонім «жид» зберігся у багатьох мікротопонімах на території Західної України (як от поле Жидівське Болото (с. Вільхівці), поле Жиди (с. Закомар'я), ліс Жидівка (с. Смиків), вулиця Жидівщина (м. Радехів), кладовище Жидівський цвинтар (с. Варяж), поле За Жидами (с. Нова Кам'янка) та ін.), а також у назвах окремих населених пунктів: міста Жидачів, села Ожидів (Львівська область), села Жидичин (Волинська область). З втіленням в життя цілеспрямованої політики радянської влади зі знищення традиційних українських топонімів, село Жидівці в Бердичівському районі 1934 року перейменовано у Радянське, а у 1930 році однойменне село у Погребищенському районі на Чапаєвку. Однак на Київщині збереглася історична назва річки Жидок.
У Болгарії топонім — Жидов-Дол.
У Македонії топонім — Жидилово.
У Білорусі — Жидча та ін..
Існують українські прізвища, що походять від слова «жид» (Жиденко, Жидченко, Жидко, Жидок, Жидик, Жидківський), литовське ім'я Жидрунас — Жидрунас, російські прізвища (Жидков, Жидовінов, Жидкова, руське — Лука Жидята тощо; та ін.

### У футбольній культурі
У субкультурі футбольних фанів прізвисько «жиди» отримали вболівальники команд, що асоціюються з історичними єврейськими кварталами або громадами:
- «Аякс» (Амстердам)[88][89]
- «Краковія» (Краків)[90]; угрупування хуліганів клубу має назву «Jude Gang»[91]
- «Тоттенгем Готспур» (Лондон); угрупування хуліганів клубу має назву «Yid Army»[92]
- «Чорноморець» (Одеса)[93][94]

- Дещо окремо -  «Рома» (Рим). Не пов'язано з єврейськими кварталами. Прояв «антисемітизму без євреїв».[джерело?]

### У назвах рослин і комах
В українській мові від етнічного «жид» утворено похідні назви рослин та комах: словом «жидик», «жидочок» називається «чорний жук», тарган чорний (Blatta orientalis L.), а жидівник, жидовник чи жидовинник (ботанічне тамарикс) — назва трави, висохлий сік якої рабини продавали як біблійну манну.

## Словоформи
Етимологічний словник української мови фіксує такі словоформи від кореня жид: жиденя, жидівка, жидівство, жидівча, жидовин, жидовиця, жидя, жидовіти, жидувати, зжидовілий, зжидовіти.